# جامع الأصول في أحاديث الرسول
جامع الأصول في أحاديث الرسول هو أحد كتب الجوامع، مجموعة حديثية كبرى، لمؤلفه مجد الدين أبو السعادات المبارك بن محمد بن محمد بن محمد ابن عبد الكريم الشيباني الجزري ابن الأثير عمد فيها إلى الأحاديث التي وعتها الأصول الخمسة مع موطأ مالك المعتمدة عند الفقهاء والمحدثين، والتي حوت معظم ما صح عن النبي، فجمعها كلها في مؤلف واحد، بعد ترتيبها وتهذيبها، وتقريب نفعها، وقد اختصره الإمام ابن الديبع الشيباني في كتابه تيسير الوصول إلى جامع الأصول من حديث الرسول.

## خطة الكتاب
قام المؤلف بحذف أسانيد الأحاديث وأثبت اسم الصحابي راوي الحديث عن النبي  إن كان حديثا أو خبرا، أو اسم من يرويه عن الصحابي إن كان أثراً إلا أن يعرض في الحديث ذكر اسم أحد رواته فيما تمس الحاجة إليه، فإنه يذكره لتوقف فهم المعنى المذكور في الحديث عليه.
وأما ما يخص متن الحديث، فقد أثبت منها ما كان حديثاً عن النبي أو أثراً عن أحد الصحابة، ولم يذكر ما في تلك الكتب من أقوال التابعين والأئمة المجتهدين إلا نادراً .
وعمد إلى الأحاديث جميعاً التي في الكتب الستة مع موطأ مالك، فاعتبرها وتتبعها، واستخرج معانيها، ووضع كل حديث في الباب الذي يناسبه، فإذا كان للحديث انفراد بمعنى أثبته في باب يخصه، وإن اشتمل على أكثر من معنى واحد وغلب أحد معانيه على بقية المعاني فإنه يثبت الحديث في الباب الذي هو أخص به وأغلب عليه، وإن كانت المعاني المشتمل عليها الحديث متساوية فإنه يضع الحديث في آخر الكتاب في باب سماه كتاب اللواحق.
وقد رتب أبواب الكتاب على حروف المعجم طلباً للتسهيل، وقد لزم في الترتيب الحرف الذي هو أول الكلمة، سواءٌ كان أصلياً أو زائداً، ولم يحذف من الكلمة إلا ألف ولام التعريف.
واعتمد في النقل من كتابي البخاري ومسلم على «الجمع بين الصحيحين» للإمام أبي عبد الله الحميدي، وذكر أنه أحسن في ذكر طرقه، واستقصى في إيراد رواياته، وأن إليه المنتهى في جمع هذين الكتابين.وأما باقي الكتب الأربعة، فقد نقلها من الأصول التي قرأها وسمعها، كما اعتمد على نسخ أخرى منها غير مسموعة له.
وقد عوَّل في المحافظة على ألفاظ البخاري ومسلم أكثر من غيرهما من باقي الأئمة، اللهم إلا أن يكون في غيرهما زيادة أو بيان أو بسط، فإنه يذكرها، كما يتتبع الزيادات من جميع الأمهات، ويضيفها إلى مواضعها. وقد عدل عن الطريقة التي اتبعتها أصحاب أصوله في الترتيب والتبويب، لأن كل واحد منهم قد ذكر أحاديث في أبواب من كتابه، ذكرها غيره في غير تلك الأبواب، فعمد إلى الأحاديث المضمنة في هذه الأصول، فاعتبرها وتتبعها واستخرج معانيها، وبنى الأبواب على المعاني التي دلت عليها الأحاديث.
وكل حديث انفرد بمعنى، أثبته في باب يخصُّه، وما اشتمل من الأحاديث على أكثر من معنى إلا أنه بأحدها أخص وهو فيها أغلب، فقد أثبته في الباب الذي هو أخص به وأغلب عليه، وإذا كان يشتمل على أكثر من معنى ولا يغلب أحد المعاني على الآخر، فقد أورده في آخر الكتاب في اللواحق.